# Impatiens toppinii
Impatiens toppinii är en balsaminväxtart som beskrevs av Stephen Troyte Dunn. Impatiens toppinii ingår i släktet balsaminer, och familjen balsaminväxter. Inga underarter finns listade i Catalogue of Life.